# Вячеслав (Лисовой)
Митрополи́т Вячесла́в (11 марта 1966, СССР — 1 мая 2011, Павловский Посад) — епископ неканонической Истинно-православной церкви (Московская митрополия) (ИПЦ-ММ), в 2000—2011 годах являлся её Первоиерархом.

## Биография

### Церковное служение
В 1991 году епископ Суздальский и Владимирский Валентин (Русанцов) хиротонисал Вячеслава в сан пресвитера.
Проходил приходское служение в храме святого Царя-мученика Николая на Головинском кладбище в Москве. В 1993 году был запрещён в священнослужении.
В 1996 году вошёл в состав Российской Истинно-православной церкви (РосИПЦ).

### Архиерейство
22 ноября 1998 года архиепископом Коломенским Стефаном (Линицким) и архиепископом Тихвинским Дидимом (Нестеровым) был хиротонисан во епископа Крутицкого.
После прекращения существования к концу 1999 года Российской истинно-православной церкви, епископ Вячеслав (Лисовой) и владыка епископ Михаил (Вишневский) провели 10 января 2000 года Поместный собор, на котором отмежевались от «неканонической и обновленческой» деятельности остальных иерархов РосИПЦ. Ими был образован собственный Священный синод Истинно-православной церкви (Московской митрополии) (ИПЦ-ММ). В своих официальных документах ИПЦ-ММ декларирует строгую приверженность канонам и традициям Православия. Немалую поддержку в этих вопросах им оказал протопресвитер Андрей Езерский, один из ведущих клириков этой юрисдикции. 
Председателем синода был избран Вячеслав (Лисовой), наделённый титулом архиепископа Московского и Коломенского. В апреле 2005 года был возведён в достоинство митрополита.
Скончался вечером 1 мая 2011 года в больнице подмосковного города Павловский Посад после тяжёлой болезни на 45-м году жизни.